# Chuck Russell
Chuck Russell (Highland Park, Illinois, 9 de maio de 1952) é um cineasta e produtor de cinema norte-americano.
Escritor versátil, produtor e diretor, Charles (Chuck) Russell desenvolveu sua carreira no cinema como um pioneiro no popular gênero da fantasia. Mas, com O Máskara, ele transformou sua capacidade criativa em uma máquina de ganhar dinheiro. Russell começou na indústria cinematográfica trabalhando ao lado de cineastas legendários como o produtor Roger Corman. 

## Filmografia

### Como diretor
- 2002 - O Escorpião Rei
- 2000 - Filha da Luz
- 1996 - Queima de Arquivo
- 1994 - O Máskara
- 1988 - A Bolha Assassina
- 1987 - A Hora do Pesadelo - Os Guerreiros dos Sonhos

### Como produtor executivo
- 1980 - The Hearse (1980)
- 1981 - Hell Night
- 1982 - The Seduction
- 1984 - Dreamscape
- 1984 - Body Rock
- 1985 - Girls Just Want to Have Fun
- 1986 - Back to School
- 1994 - O Máskara
- 1996 - Queima de Arquivo
- 2004 - Colateral